# Варик, Ричард
Ричард Варик (англ. Richard Varick; 1753—1831) — американский адвокат и политик, 2-й Генеральный прокурор Нью-Йорка  и 45-й мэр Нью-Йорка.

## Биография
Родился 15 марта 1753 года в городе Хакенсак, штат Нью-Джерси.
В начале Американской революции изучал право в колледже King's College (бывшее название Колумбийского университета) в Нью-Йорке. Оставиви учёбу, стал капитаном милиции. 28 июня 1775 года был назначен капитаном 1-го Нью-Йоркского полка. Служил под командованием генерала Филипа Скайлера на различных должностях вплоть до Саратогской битвы, когда был назначен генеральным инспектором Вест-Пойнта. Здесь он стал помощником генерала Бенедикта Арнольда. Когда Арнольд перешел к британцам, Ричард Варик вместе с помощником военного лагеря Дэвидом Фрэнксом были арестованы. Впоследствии после суда был освобождён и до конца войны служил в качестве частного секретаря генерала Джорджа Вашингтона.
Варик был протоколистом Нью-Йорка с 1784 по 1789 годы, и генеральным прокурором штата Нью-Йорк с 1788 по 1789 годы. В 1789 году он стал мэром Нью-Йорка и находился на этой должности по 1801 год. В этот период ему пришлось бороться с эпидемией желтой лихорадки, неоднократно вспыхивающей в городе; вместе с Сэмюэлем Джонсом пересмотрел и стандартизировал устав Нью-Йорка. Также он был членом Нью-Йоркской ассамблеи от округа Нью-Йорк (с 1786 по 1788 годы) и был спикером во время сессий 1787 и 1788 годов. При этом Варик служил полковником в государственной милиции.
Ричард Варик также служил в качестве банковского работника. Был основателем и впоследствии президентом Американского библейского общества, членом Society of the Cincinnati и президентом New York chapter до самой смерти. Он отвечал за сохранение наследия Джорджа Вашингтона, являлся членом многих благотворительных организаций в Нью-Йорке
Умер 30 июля 1831 года в городе Джерси-Сити, штат Нью-Джерси. Был похоронен на кладбище First Dutch Reformed Churchyard города Хакенсак, штат Нью-Джерси. Не имея детей, был женат на Maria Roosevelt, дочери политика Isaac Roosevelt.

## Память
В честь Ричарда Варика названы город, а также улицы в Джерси-Сити и в Нью-Йорке на Манхэттене (Варик-стрит).